# Waylon (cantant)
Willem Bijkerk (Apeldoorn, 20 d'abril de 1980), més conegut pel seu nom artístic Waylon (en referència al seu ídol Waylon Jennings), és un cantant i compositor neerlandès. Va representar els Països Baixos amb Ilse DeLange com a part del duo efímer The Common Linnets al Festival de la Cançó d'Eurovisió 2014 amb la canço Calm after the Storm. Van acabar en segon lloc, després d'Àustria. Waylon va representar els Països Baixos en solitari al Festival de la Cançó d'Eurovisió 2018 amb la canço Outlaw in 'em. Va acabar en 18è lloc.